# Archophileurus spinosus
Archophileurus spinosus är en skalbaggsart som beskrevs av Roger Paul Dechambre 2006. Archophileurus spinosus ingår i släktet Archophileurus och familjen Dynastidae. Inga underarter finns listade.